# Bemol (lojas)
A Bemol é uma rede de lojas de departamento fundada na cidade de Manaus, capital do estado do Amazonas, em 13 de agosto de 1942.

## História
Fundada em 13 de agosto de 1942 por Samuel Benchimol e seus irmãos Israel e Saul, a empresa atua em diversas atividades, incluindo distribuição de gás de cozinha, lojas de departamento, internet shopping center e exportação de produtos naturais da Amazônia como balsamo de copaíba e óleo de pau-rosa.
Atualmente a Bemol possui 26 lojas físicas na região Norte e uma para vendas pela internet. É uma das maiores vendedoras de GLP (gás de cozinha) no Acre, Amazonas, Pará, Rondônia e Roraima.
Em 2016, a Bemol expandiu a atuação para o área de farmácia, segmento ao qual já havia atendido em seus primeiros anos de existência, criando a Bemol Farma.
Desde 1993, a Bemol se destaca como a maior contribuinte de ICMS do estado do Amazonas no segmento comercial.

## Características
Destaca-se o comércio varejista de eletroeletrônicos, eletrodomésticos, móveis, produtos automotivos, farmacêuticos, entre outros. A rede conta com crediário próprio, farmácias, loterias e 4 centros de distribuição, além do site que atende a todo o Brasil.